# Frente de Acción de los Nacionalsocialistas/Activistas Nacionales

Bandera de la ANS/NA

El Frente de Acción de los Nacionalsocialistas/Activistas Nacionales (alemán: Aktionsfront Nationaler Sozialisten/Nationale Aktivisten; abreviado ANS/NA) fue una organización neonazi en Alemania.

## Historia
El grupo fue fundado en 1977 por Michael Kühnen bajo el nombre de "Frente de Acción de los nacionalsocialistas" (ANS), en torno a un grupo de jóvenes neonazis en Hamburgo. Al fundar el grupo, Kühnen declaró "somos un partido revolucionario dedicado a la restauración de los valores del Tercer Reich" y aprobó una versión de la bandera nazi en el que la esvástica se invirtió como emblema de su organización. Él buscaba vincular su movimiento con otros grupos, como por ejemplo con organizaciones de veteranos de las Waffen-SS, trabajando en estrecha colaboración con la Wiking-Jugend.
La ANS ganó rápidamente una reputación por su acción provocadora, atrayendo mucha atención en 1978, cuando sus miembros se enfrentaron con la policía después de protagonizar un acto a favor de Adolf Hitler. En 1977 y 1978, los miembros del ANS robaron una serie de bancos y armas de bases militares. Acusados de planear el bombardeo de las instalaciones de la OTAN y un monumento a las víctimas del campo de concentración de Bergen-Belsen, y querer liberar a Rudolf Hess de la cárcel, seis miembros del partido fueron arrestados y condenados a once años de prisión. Kühnen fue encarcelado por incitar al odio racial y  a la violencia en 1979 tras ser acusado de la creación de una organización terrorista. Mientras estaba en prisión, Kühnen redactó el programa del grupo, titulado La Segunda Revolución.  El título hacía referencia a los planes del líder de las SA Ernst Röhm en 1934. Las actividades del ANS disminuyeron considerablemente durante su encarcelamiento.  En 1981, Johannes Bugner, exmiembro del ANS, fue asesinado por cinco miembros del mismo por dejar el grupo y supuestamente ser homosexual.
A pesar del encarcelamiento de Kühnen, el grupo continuó y tras la liberación de Kühnen en noviembre de 1982,  se fusionó con los Activistas Nacionales (Nationale Aktivisten), un movimiento de ideas afines con sede en Frankfurt, bajo el liderazgo de Arndt-Heinz Mar.
Para 1983 el grupo tenía unos 270 miembros y continuó llamando la atención mediante la celebración de mítines y eventos. La estructura de la organización se inspiraba en las SA. Sus cinco metas centrales eran la despenalización del nazismo en Alemania, la expulsión de los no alemanes del país, la protección del medio ambiente, la oposición a los Estados Unidos, y finalmente la reunificación alemana.
Sin embargo, la ANS/NA fue prohibida por el Ministerio Federal del Interior en 1983 y Kühnen huyó a Francia, pero pronto fue deportado a Alemania. La prohibición no fue inesperada y la mayoría de sus miembros volvieron a surgir en un grupo llamado Die Bewegung (el Movimiento) y en el Freiheitliche Deutsche Arbeiterpartei (FAP), un partido político vinculado a Die Bewegung. El grupo se disolvió oficialmente el 7 de diciembre de ese año.
Kühnen reapareció poco después con un nuevo grupo llamado Nationale Sammlung, aunque este también fue prohibido en 1989. Después de esto, Kühnen comenzó una táctica de formar regularmente nuevos movimientos en un intento de mantenerse a la cabeza de las organizaciones clandestinas, una política que continuó ejerciendo hasta su muerte en 1991.